# Santiago Barragán
Santiago Barragán Portilla (Almendralejo, 18 marzo 1987) è un pilota motociclistico spagnolo ritiratosi dall'attività agonistica.

## Carriera

### Gli inizi
Appassionato di corse motociclistiche fin da bambino, viene selezionato nel 2004 tra i 22 piloti (su 4.587) ammessi a partecipare alla "MoviStar Junior Cup", iniziativa organizzata dall'azienda delle telecomunicazioni Telefónica e dalla Federazione motociclistica spagnola, allo scopo di avvicinare i giovani piloti alle competizioni professionistiche; al termine delle sette gare in programma, Barragán si qualifica quinto in classifica generale, vincendo l'ultima gara sul circuito di Jerez de la Frontera.
Le sue buone prestazioni nel 2005 e nel 2006 lo fanno notare da alcuni team. In quest'ultimo anno, con il team condotto da Emilio Alzamora, partecipa al campionato spagnolo della categoria Supersport con una Honda CBR 600RR (9º a fine stagione) ed esordisce nel motomondiale come wild card al Gran Premio della Comunità Valenciana. Sempre nel 2006 corre come wild-card a Valencia nel campionato europeo Superstock 600 con una Yamaha YZF R6 del team Laglisse, giungendo al 3º posto in gara e piazzandosi al 20º posto in classifica piloti con 16 punti.

### Supersport e Stock1000 FIM Cup
Nel 2007 tenta di trovare una squadra per competere stabilmente nel motomondiale, ma non riesce a trovare un ingaggio e disputa pertanto ancora il campionato nazionale Supersport (terminando quindicesimo), con il team condotto da Sito Pons; viene iscritto comunque come wild card a quattro Gran Premi, ma soltanto in due di questi riesce a prendere il via. Nel 2008 partecipa al campionato mondiale Supersport con una Honda CBR600RR del team Glaner Motocard.com, con Joan Lascorz come compagno di squadra. A differenza di quest'ultimo però non ottiene punti, avendo fatto registrare come miglior risultato la ventesima posizione nella gara inaugurale in Qatar.
Nel 2009 prende parte alla Superstock 1000 FIM Cup con la Honda CBR1000RR del team Holiday Gym Racing, ottenendo 18 punti e il 17º posto nella classifica finale. Nello stesso anno partecipa, sempre in sella ad una Honda, al campionato spagnolo Fórmula Extreme, aperto a motociclette di 1000cm³ derivate dalla serie. Termina la stagione al 12º posto e prende parte anche al campionato europeo della categoria Superstock 1000, disputato in prova unica sul circuito di Albacete, dove chiude quinto.
L'anno successivo è invece 2º nel campionato spagnolo Stock Extreme e si laurea campione europeo Superstock 1000; inoltre fa una nuova apparizione nella coppa del Mondo Superstock 1000 a Valencia come wild-card con l'Extremadura Jr Team, piazzandosi ottavo in gara e 25º nella classifica generale con 8 punti. Il 2011 lo vede al 6º posto nell'europeo. Viene inoltre chiamato dal Team Pedercini a sostituire l'infortunato Roberto Rolfo nel mondiale Superbike durante l'ultima prova a Portimão. Nel 2012 partecipa al Campionato Europeo Velocità Stock, svoltosi gara unica ad Albacete, dove si classifica in sesta posizione.

### Mondiale Superbike
Nel 2015 viene ingaggiato dal team Grillini SBK per guidare la Kawasaki ZX-10R nel mondiale Superbike. Prende parte ai primi nove GP in calendario (correndo 18 gare) totalizzando 17 punti, per poi chiudere il suo contratto con il team, ponendo fine alla sua stagione anticipatamente rispetto alla conclusione del campionato. Nel 2016 prende parte alle prime tre prove del CEV Superbike nelle quali ottiene altrettanti piazzamenti a podio, i punti così ottenuti gli consentono di classificarsi al decimo posto in campionato.

### Dopo le corse
Già nel 2011, a seguito di un infortunio, decide di riprendere gli studi precedentemente accantonati per dedicarsi al motorsport. Consegue la laurea presso l'università Isabel I nella regione di Castiglia e León. Un'ulteriore infortunio nella stagione 2017 lo convince a dedicarsi ad una nuova attività, quella di preparatore per atleti attraverso la propria azienda: la SB51 Studio Fitness, pur non disdegnando di prendere parte ancora a qualche gara di moto se contattato.

## Risultati in gara

### Motomondiale
| 2006 | Classe | Moto  |  |  |  |  |  |  |  |  |  |  |    |  |  |  |  |  |    |  | Punti | Pos. |
| ---- | ------ | ----- |  |  |  |  |  |  |  |  |  |  | -- |  |  |  |  |  | -- |  | ----- | ---- |
| 2006 | 250    | Honda |  |  |  |  |  |  |  |  |  |  | NE |  |  |  |  |  | 23 |  | 0     |      |

| 2007 | Classe | Moto  |  |     |  |  |  |  |    |  |  |  |    |  |  |    |  |  |  |    | Punti | Pos. |
| ---- | ------ | ----- |  | --- |  |  |  |  | -- |  |  |  | -- |  |  | -- |  |  |  | -- | ----- | ---- |
| 2007 | 250    | Honda |  | Rit |  |  |  |  | NQ |  |  |  | NE |  |  | NQ |  |  |  | 24 | 0     |      |

| Legenda | 1º posto        | 2º posto            | 3º posto            | A punti      | Senza punti        | Grassetto – Pole position Corsivo – Giro più veloce |
| Legenda | Gara non valida | Non qual./Non part. | Ritirato/Non class. | Squalificato | '-' Dato non disp. | Grassetto – Pole position Corsivo – Giro più veloce |

### Campionato mondiale Supersport
| 2008 | Moto  |    |    |     |    |    |     |    |     |    |    |  |    |    | Punti | Pos. |
| ---- | ----- | -- | -- | --- | -- | -- | --- | -- | --- | -- | -- |  | -- | -- | ----- | ---- |
| 2008 | Honda | 20 | 30 | Rit | 25 | 22 | Rit | 27 | Rit | 28 | 24 |  | 22 | 23 | 0     |      |

| Legenda | 1º posto        | 2º posto            | 3º posto           | A punti      | Senza punti        | Grassetto – Pole position Corsivo – Giro più veloce |
| Legenda | Gara non valida | Non qual./Non part. | Ritirato/Non class | Squalificato | '-' Dato non disp. | Grassetto – Pole position Corsivo – Giro più veloce |

### Campionato mondiale Superbike
| 2011 | Moto     |  |  |  |  |  |  |  |  |  |  |  |  |  |  |  |  |  |  |  |  |  |  |  |  |    |     |  |  | Punti | Pos. |
| ---- | -------- |  |  |  |  |  |  |  |  |  |  |  |  |  |  |  |  |  |  |  |  |  |  |  |  | -- | --- |  |  | ----- | ---- |
| 2011 | Kawasaki |  |  |  |  |  |  |  |  |  |  |  |  |  |  |  |  |  |  |  |  |  |  |  |  | 20 | Rit |  |  | 0     |      |

| 2015 | Moto     |    |    |    |     |    |    |    |     |    |    |     |    |     |     |    |    |     |    |  |  |  |  |  |  |  |  |  |  | Punti | Pos. |
| ---- | -------- | -- | -- | -- | --- | -- | -- | -- | --- | -- | -- | --- | -- | --- | --- | -- | -- | --- | -- |  |  |  |  |  |  |  |  |  |  | ----- | ---- |
| 2015 | Kawasaki | 19 | 13 | 17 | Rit | 11 | 17 | 17 | Rit | 13 | 11 | Rit | 15 | Rit | Rit | 19 | 20 | Rit | 18 |  |  |  |  |  |  |  |  |  |  | 17    | 23º  |

| Legenda | 1º posto        | 2º posto            | 3º posto           | A punti      | Senza punti        | Grassetto – Pole position Corsivo – Giro più veloce |
| Legenda | Gara non valida | Non qual./Non part. | Ritirato/Non class | Squalificato | '-' Dato non disp. | Grassetto – Pole position Corsivo – Giro più veloce |